# Reserva natural de Fernkloof
La Reserva natural de Fernkloof es un espacio protegido como reserva natural que se encuentra en Hermanus, en la provincia Occidental del Cabo, en Sudáfrica. 
Fue proclamada en 1957 y recientemente ha sido ampliada hasta abarcar una superficie total de 1800 ha que protegen varios tipos de fynbos, vegetación arbustiva característica del reino florístico del Cabo. Se trata de una de las zonas del planeta con mayor diversidad de especies en un espacio tan reducido: hasta 1.474 especies de plantas y animales han sido identificados hasta la fecha, incluyendo 24 especies de plantas endémicas de la zona, de las cuales 3 son exclusivas de esta reserva, y una especie de rana Arthroleptella drewesii, también endemismo exclusivo de la reserva.
La reserva tiene un jardín botánico con una muestra de especies propias del fynbos y varios senderos bien señalizados. 

## Flora
Destacan especialmente la gran diversidad de especies pertenecientes a los géneros protea y erica (brezos).

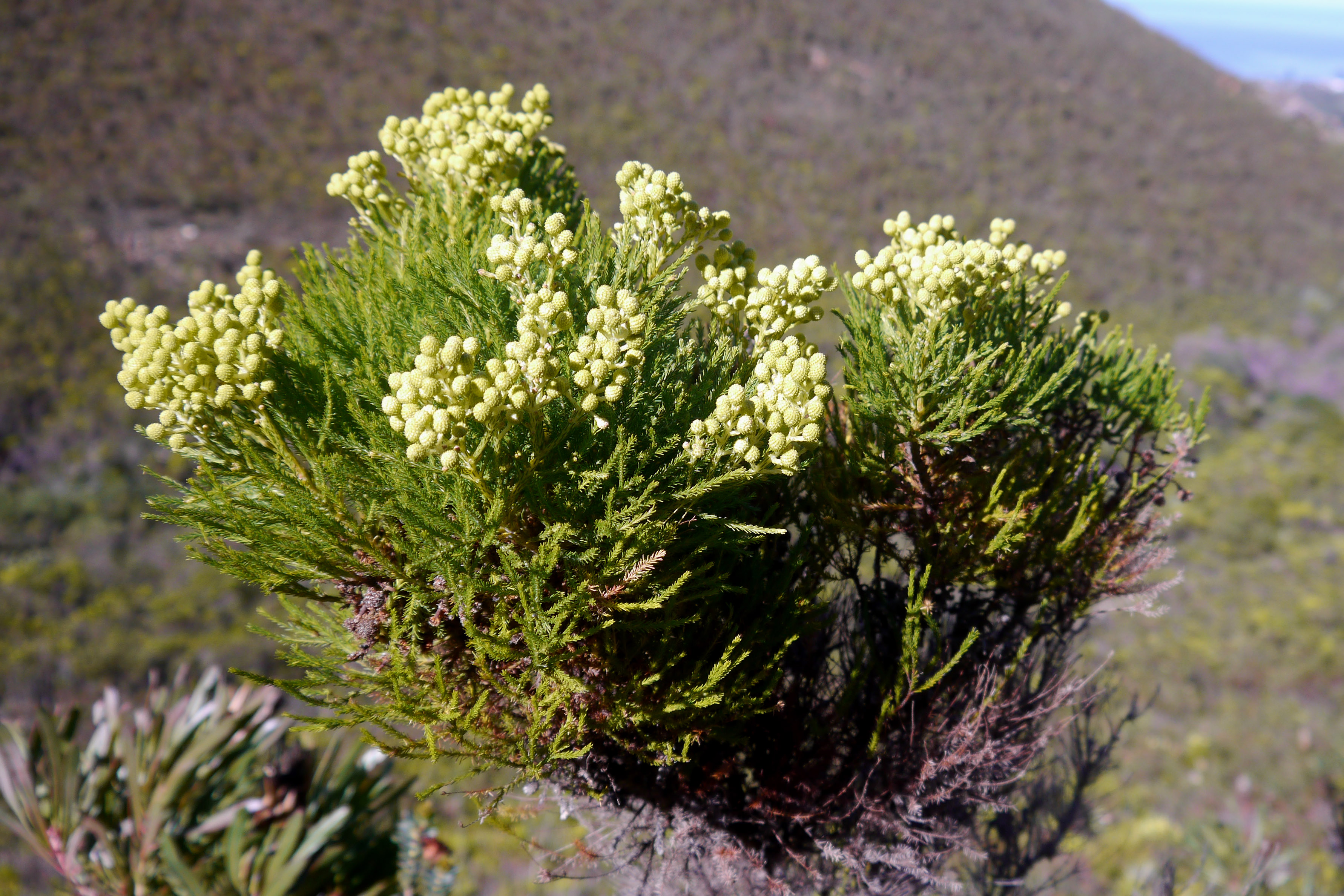
Berzelia lanuginosa
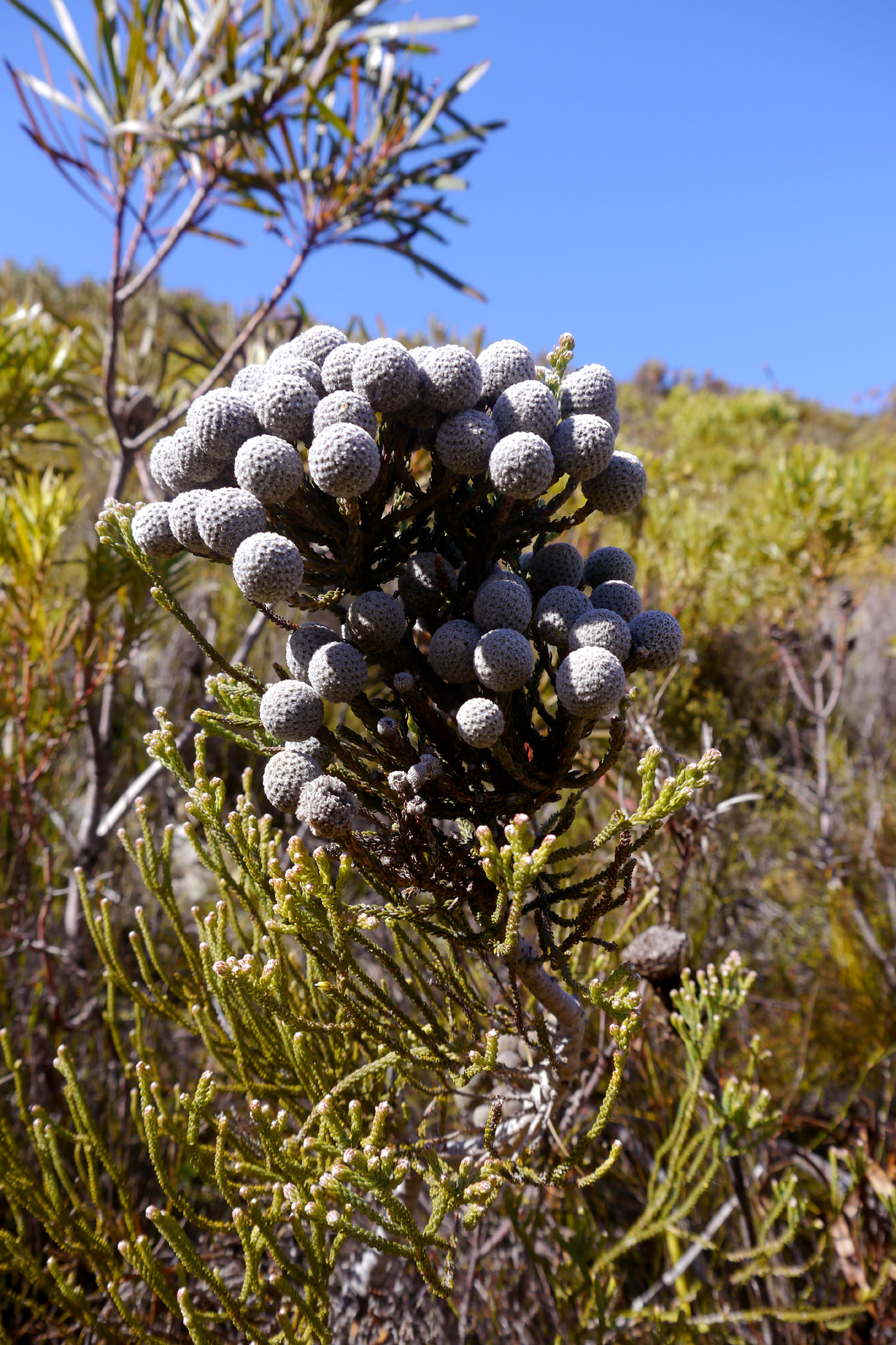
Brunia nodiflora
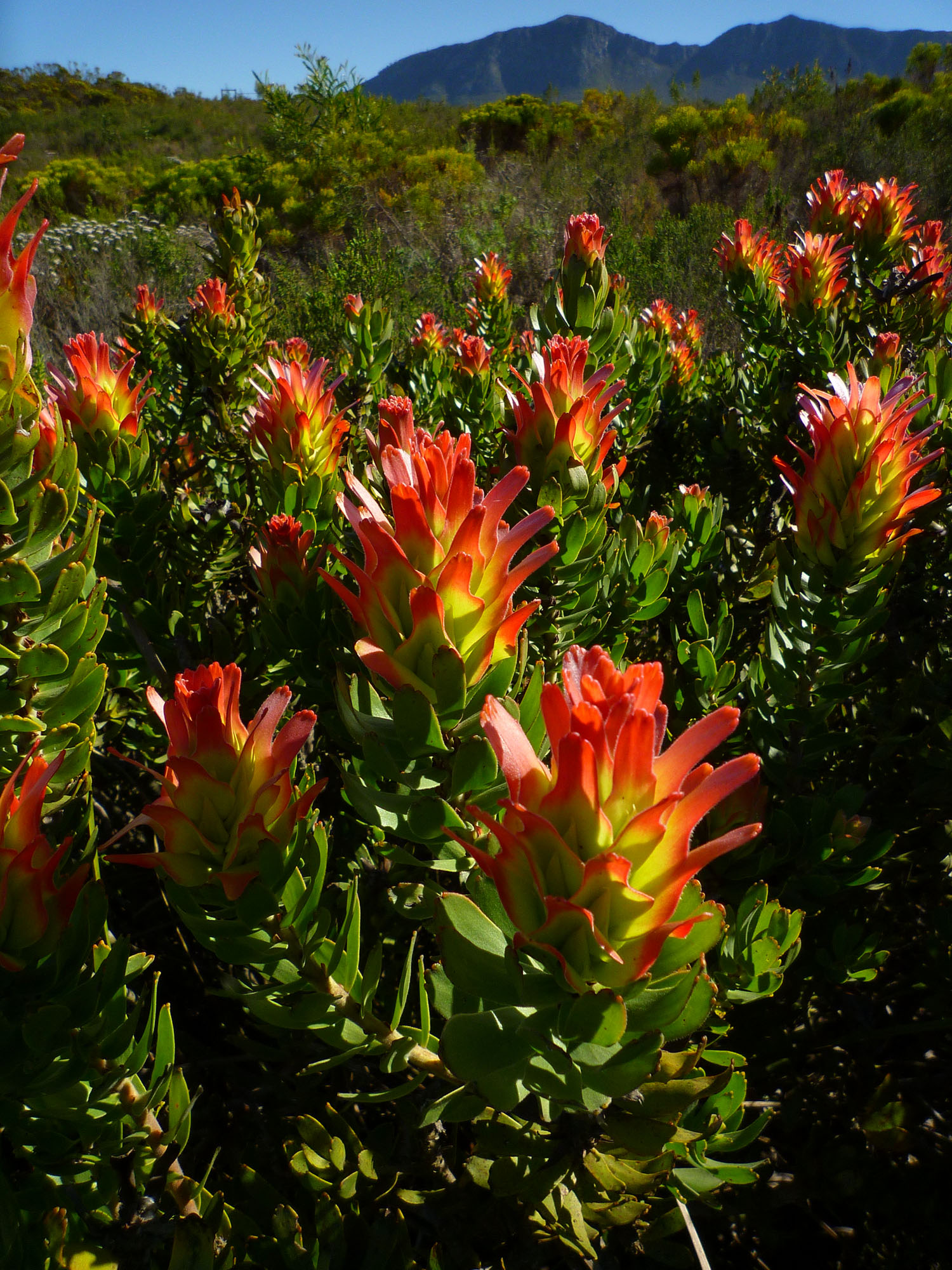
Mimetes cucullatus
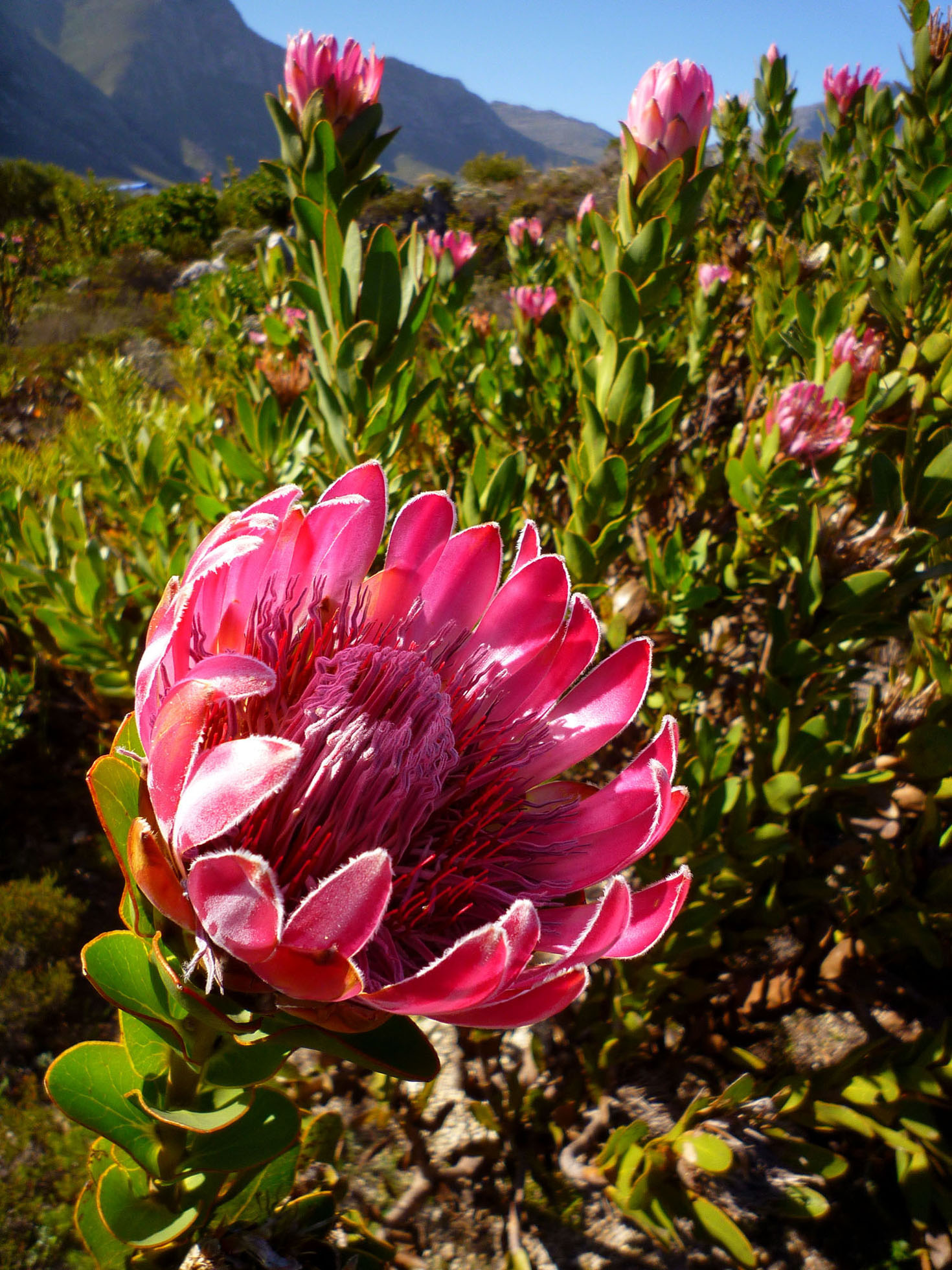
Protea compacta
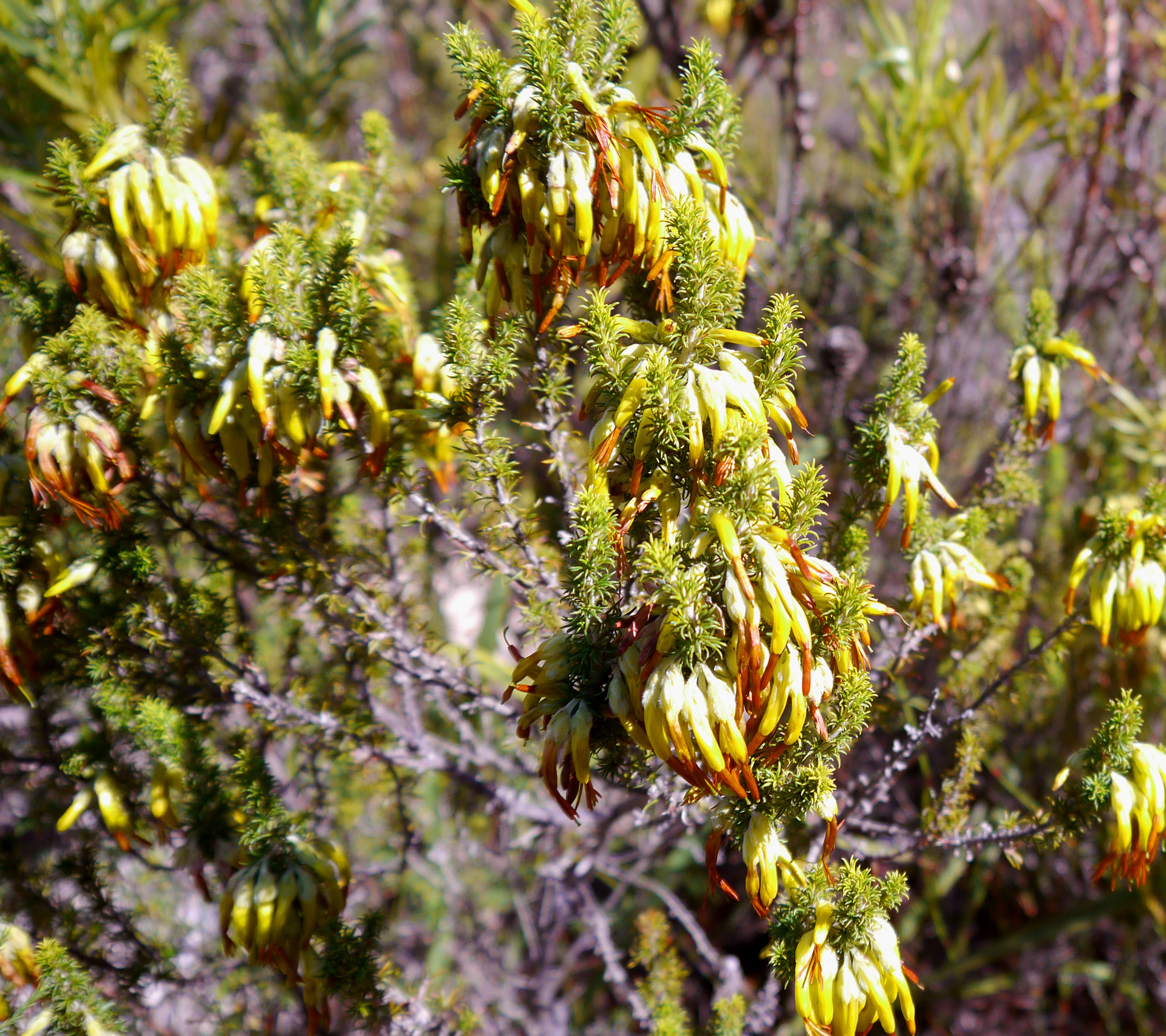
Erica coccinea
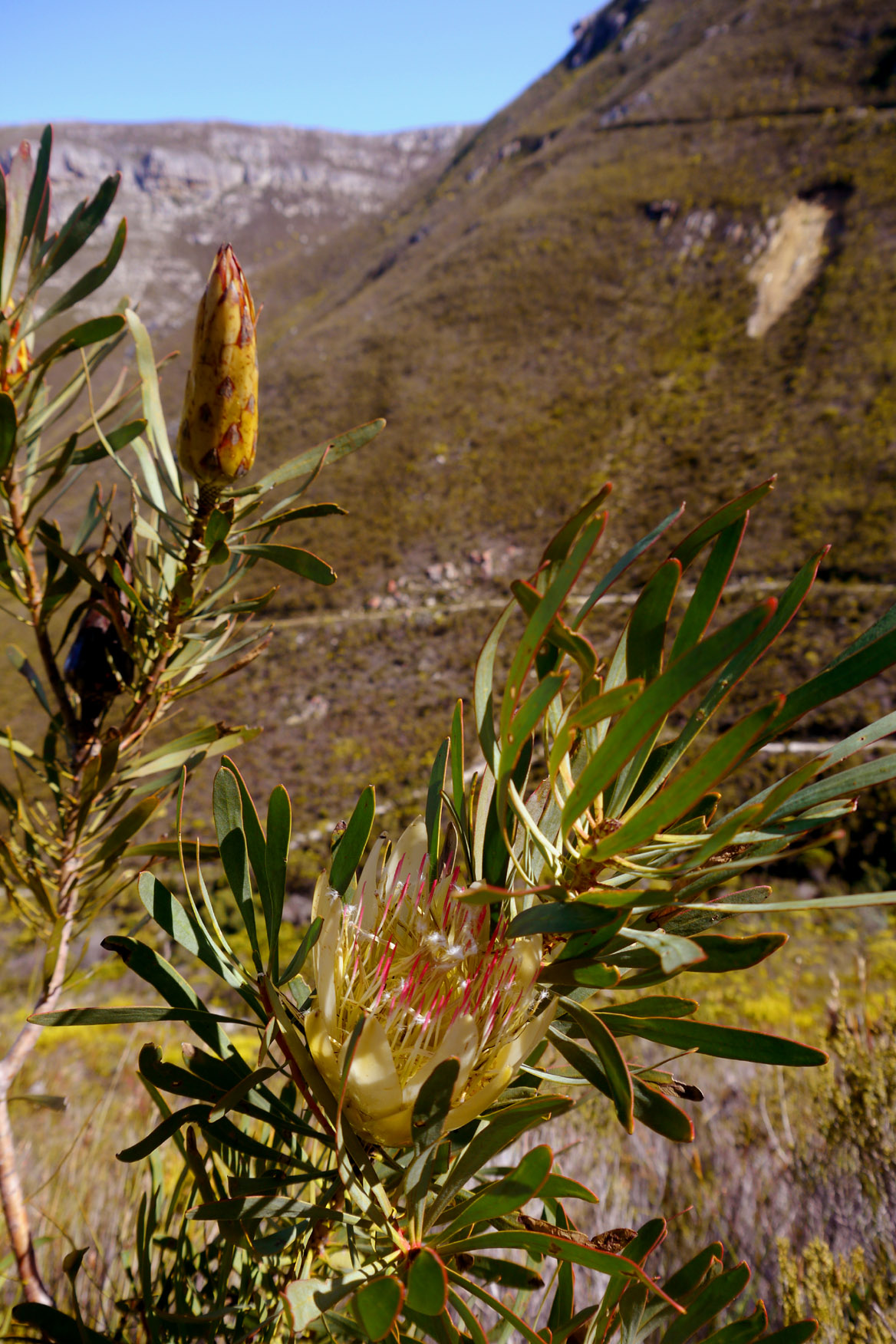
Protea repens
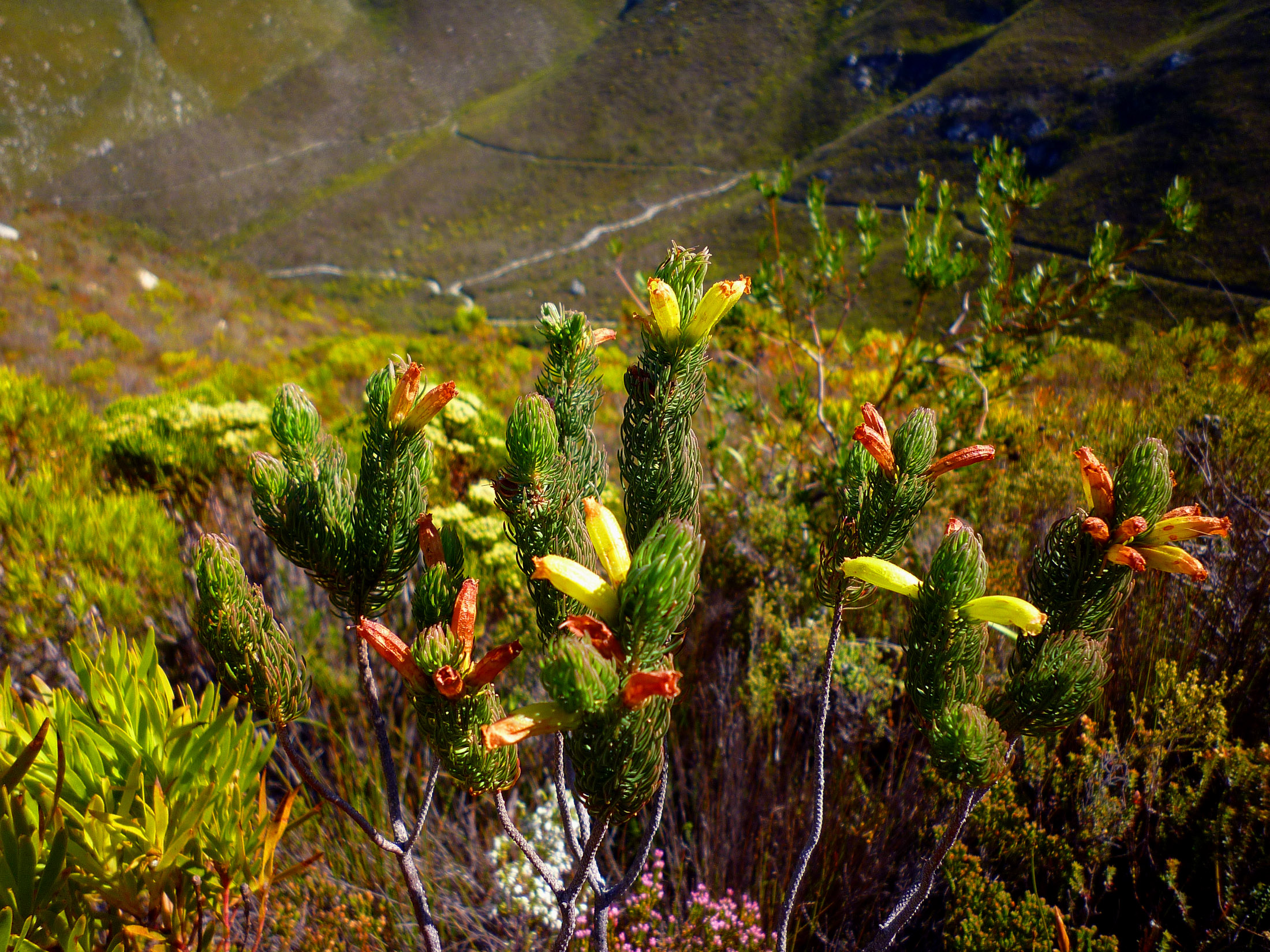
Erica viscaria
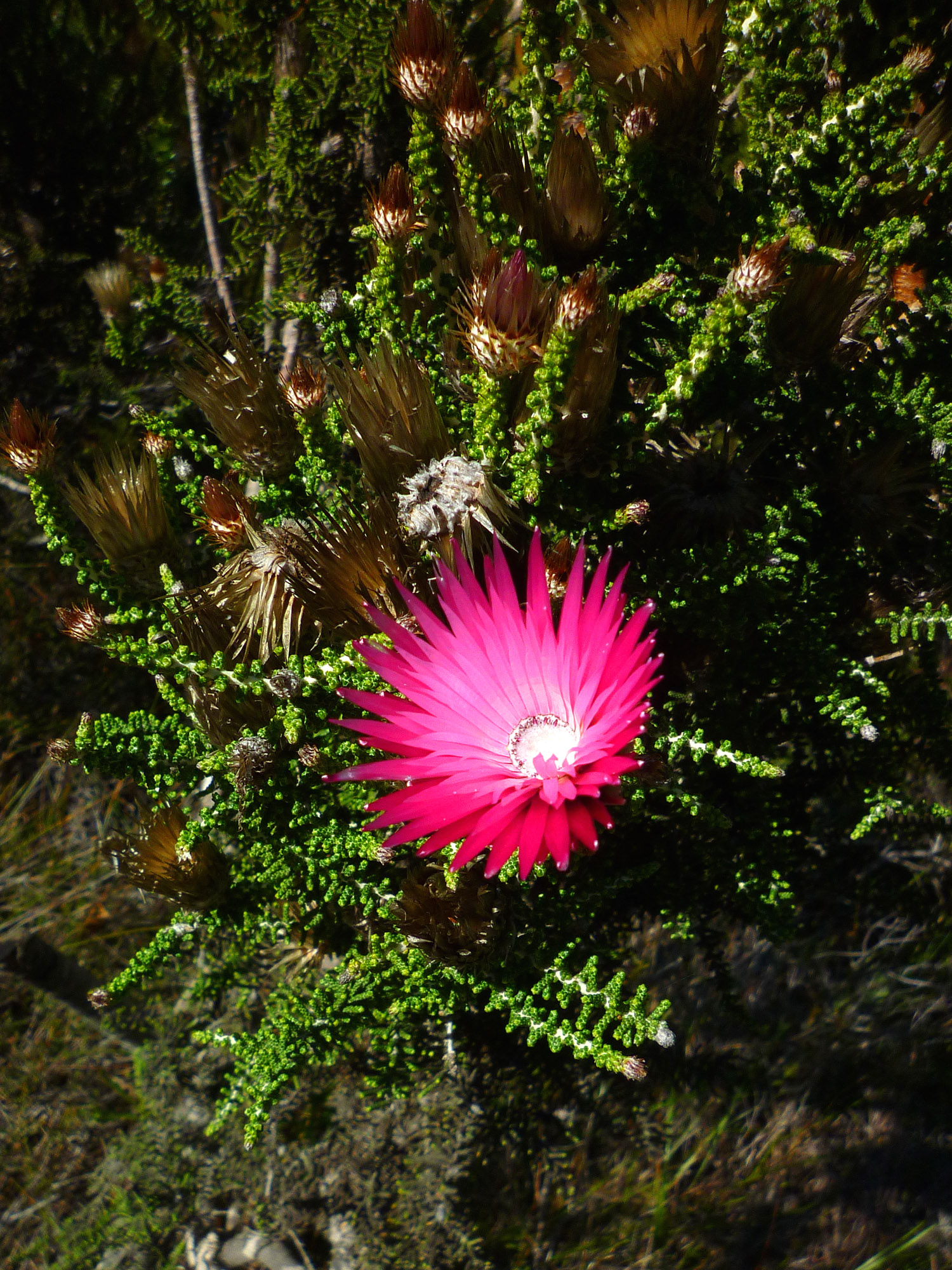
Phaenocoma prolifera
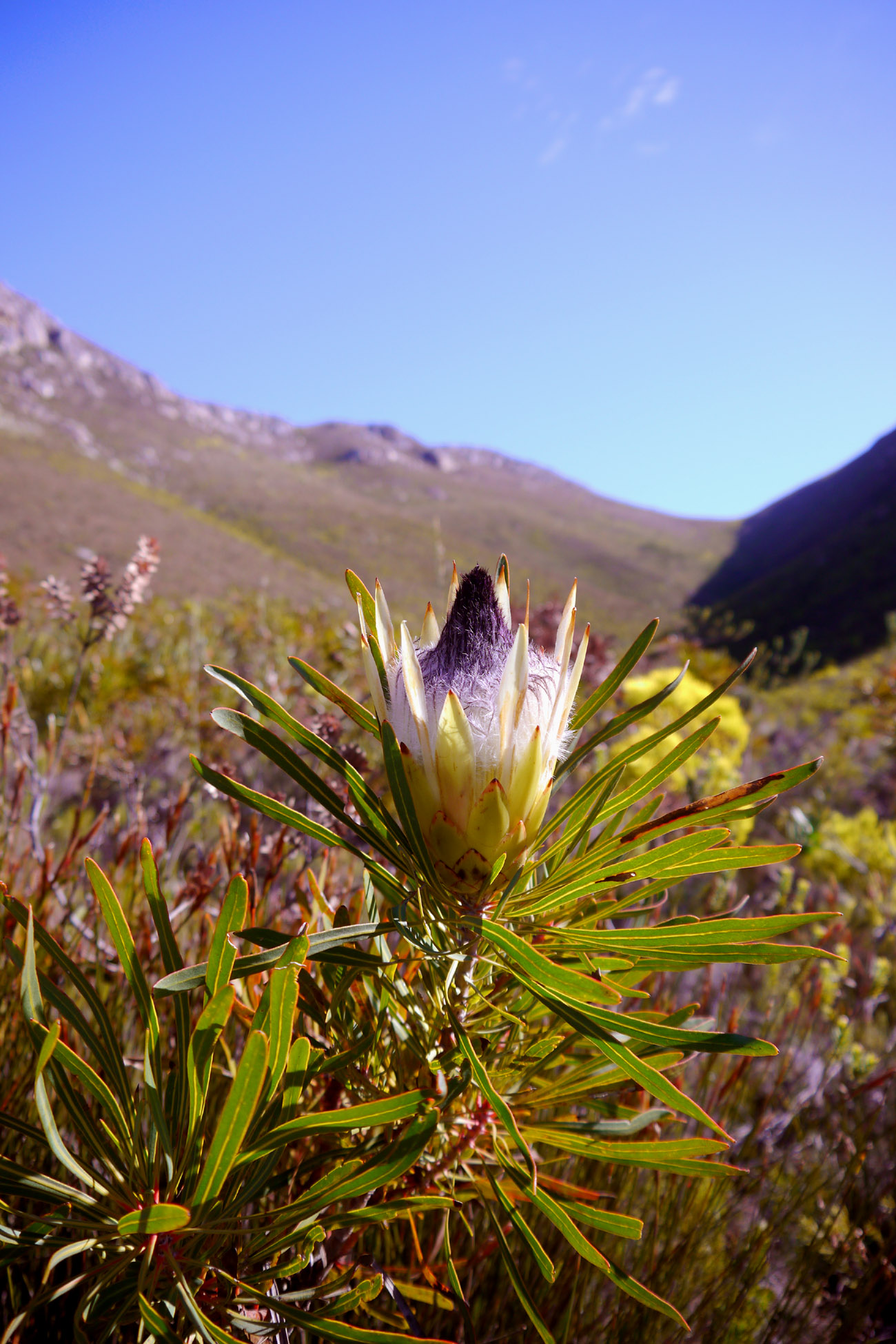
Protea longifolia
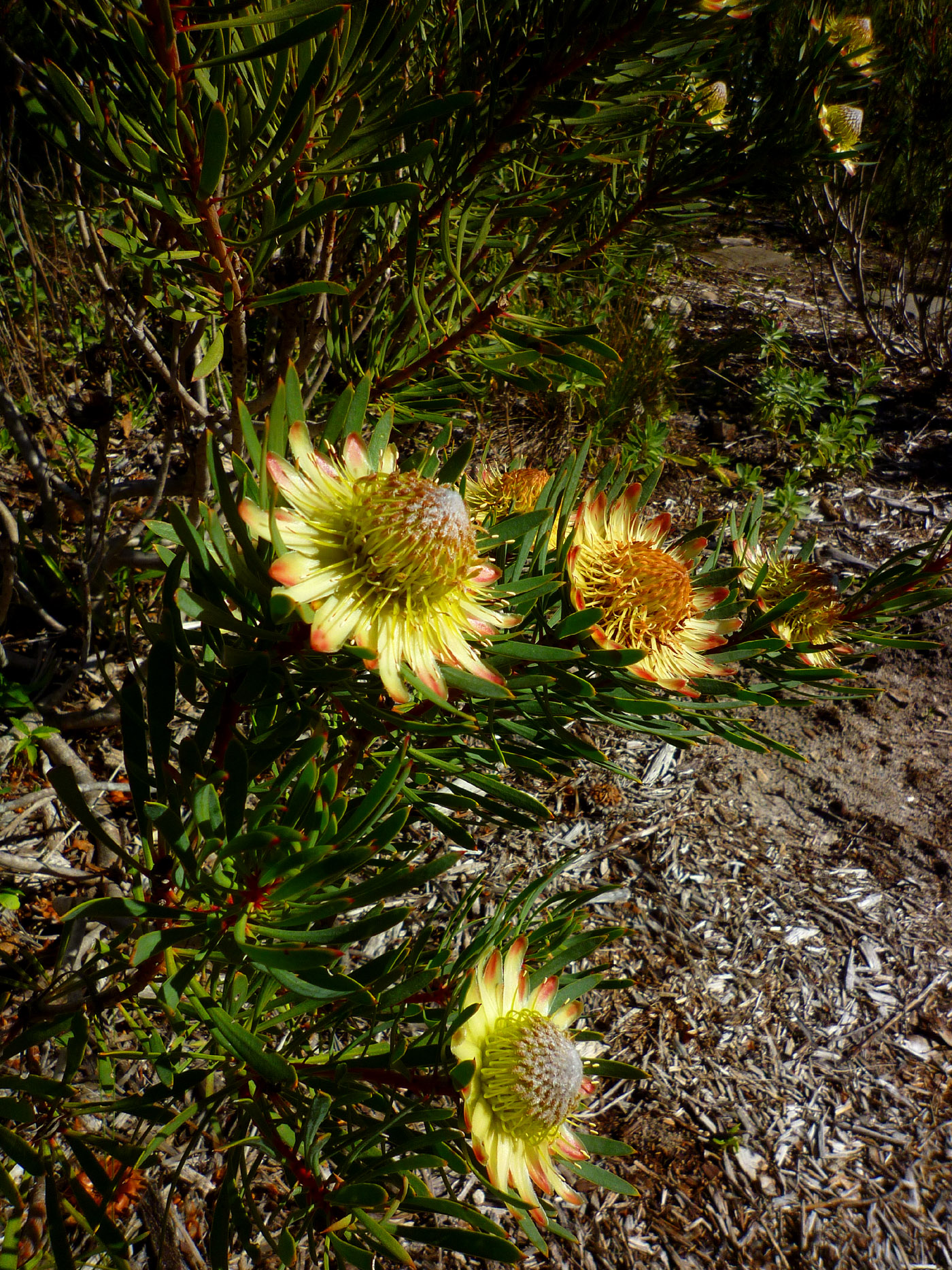
Protea scolymocephala
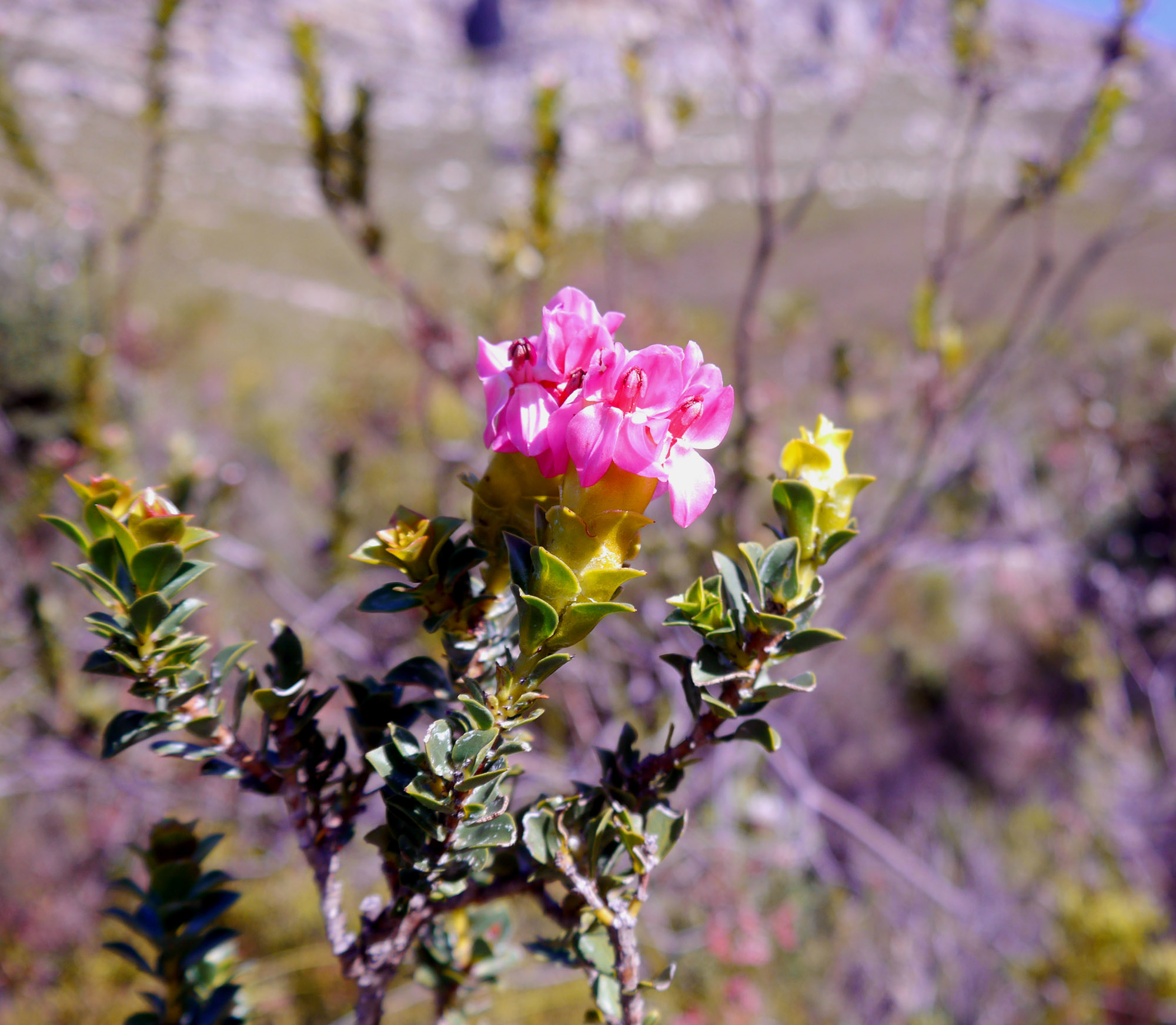
Saltera sarcocolla
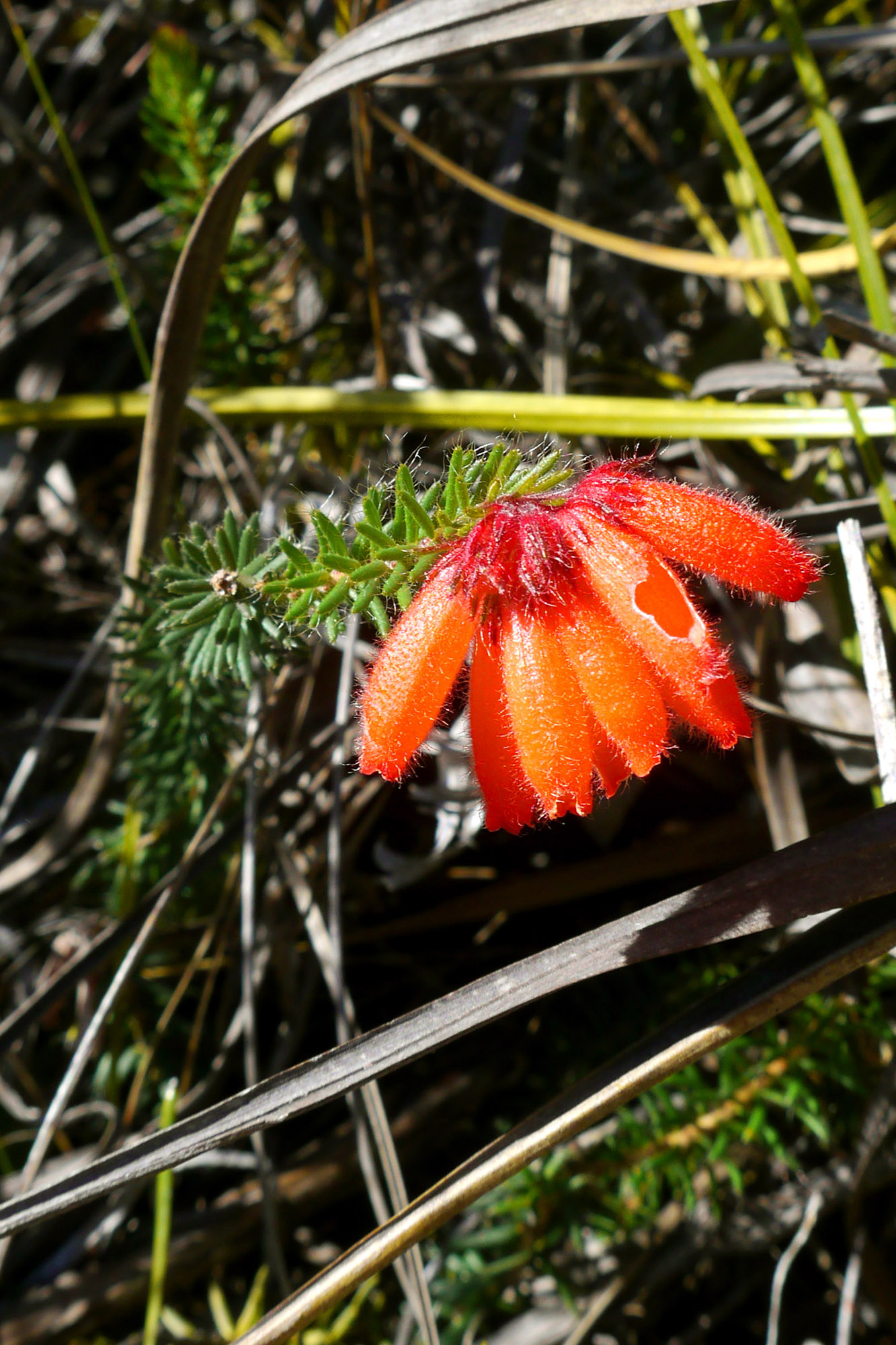
Erica cerinthoides

## Fauna
En la reserva no hay grandes mamíferos como en otros parques sudafricanos, pero sí una población de babuinos. Son abundantes las aves libadoras del néctar de proteas y leucadendros, como Promerops cafer, endémica del sur de África.

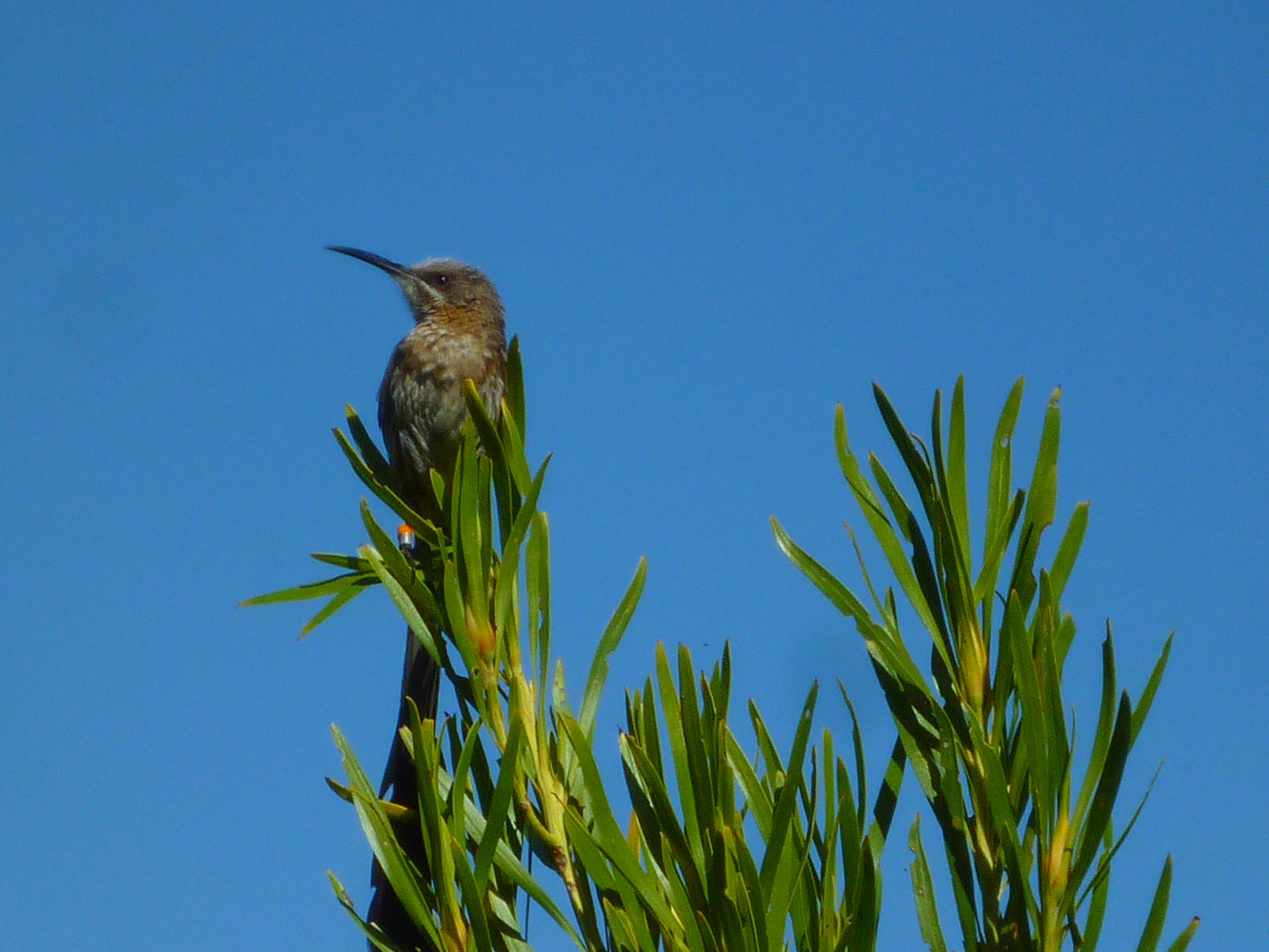
Promerops cafer
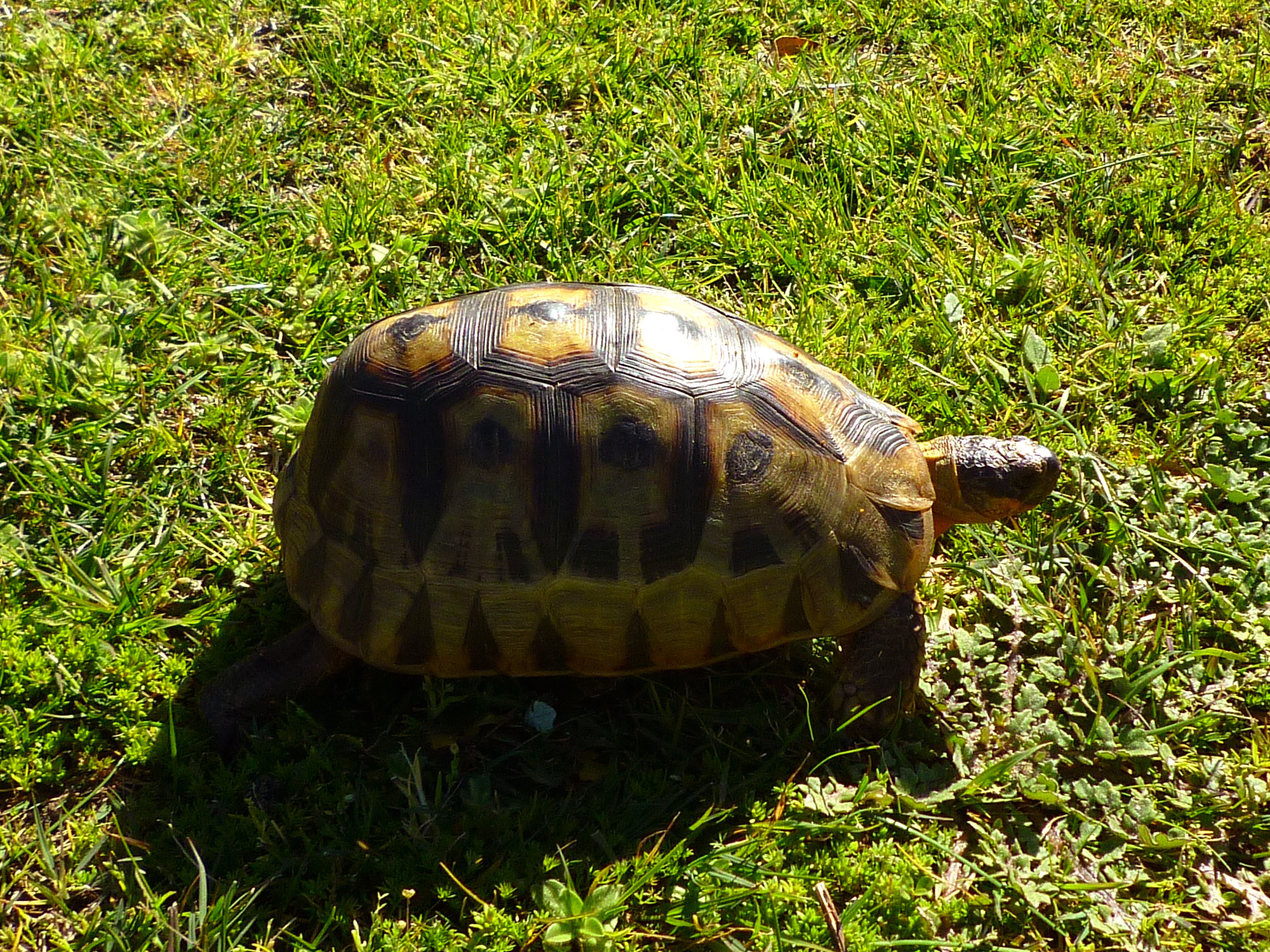
Chersina angulata